# Eberhard Gothein
Eberhard Gothein (ur. 29 października 1853 w Środzie Śląskiej, zm. 13 listopada 1923 w Berlinie) – niemiecki historyk i ekonomista.
W 1885 został profesorem ekonomii w Karlsruhe, w 1890 w Bonn, a w 1904 uniwersytetu w Heidelbergu. Prowadził badania historyczno-ekonomiczne i nad historią kultury. Jego ważniejsze publikacje to Politische und religiöse Volksbewegungen vor der Reformation (1871), Die Aufgaben der Kulturgeschichte (1889), Schriften zur Kulturgesichte der Renaissance, Reformation und Gegenreformation (t. 1-2 1924).

## Życiorys
Eberhard Gothein urodził się 29 października 1853 roku w Środzie Śląskiej (niem. Neumarkt, Królestwo Prus).
Studiował historię, sztukę i ekonomię na Uniwersytecie Wrocławskim, w którym uzyskał stopień doktora (1875), oraz na Uniwersytecie w Heidelbergu do 1877 roku. W 1878 roku ukończył habilitację we Wrocławiu.
Później, wspólnie z nadburmistrzem Mannheim – Otto Beckiem był jednym z inicjatorów założenia Handelshochschule w Mannheim (Szkoła Biznesu/Zarządzania).